# Pottsite
La pottsite è un minerale.